# Liste der Geotope in Gera
Im Gera gab es im Juni 2024 insgesamt 8 erfasste Geotope.

## Geotope

### Fossilien
| ID     | Bild | Bezeichnung                                           | Art                                                    | Stratigraphie | Beschreibung | Gemeinde | Lage |
| ------ | ---- | ----------------------------------------------------- | ------------------------------------------------------ | ------------- | --- | -------- | ---- |
| G_1819 |      | Aufschluss am Märzenberg Gera-Milbitz (Schiefergasse) | Fangkonglomerat, Schwarzschiefer, Kalke und Kalkmergel |               | Am Märzenberg bei Milbitz nördlich von Gera ist der Übergang von kontinentalem Oberrotliegend zu marinem Zechstein (Zechstein-Transgression) aufgeschlossen. Das Liegende besteht aus rostroten z. T. geschichteten sandig-kiesigen Konglomeraten des Oberrotliegend. Die obersten 2 m des Rotliegend sind durch Zechsteinwässer gebleicht und werden als „Grauliegendes“ bezeichnet. Die darüber liegenden Zechsteinschichten beginnen mit dem Zechsteinkonglomerat, welches in das Mutterflöz mit zugehörigem Kupferschiefer übergeht. Darüber befindet sich die Productusbank als Basisglied des Zechsteinkalkes. Innerhalb der Productusbank kam es zu massenhaftem Auftreten von Brachiopoden, die mit der Art „Horridonia horrida SOWERBY“ namensgebend für die Schicht waren. Der Aufschluss ist Teil eines ca. 600 m langen Abschnitts von Zechsteinaufschlüssen zwischen der Pension Zwergenschlösschen an der Untermhäuser Straße bis zur Schiefergasse und gilt als Typusprofil des Grenzbereiches Oberrotliegend/Zechstein für Gera und Umgebung. In der Nähe des Pumpenhäuschens auf der Untermhäuser Straße verläuft die sog. Märzenberg-Störung, an der die Sedimente des Rotliegend und des Zechsteins bruchtektonisch gegeneinander verschoben, d. h. südlich der Störung etwa 10–15 m gegenüber den Bereichen nördlich der Störung abgesenkt wurden. Die Störung selbst ist wegen dichtem Bewuchs nicht aufgeschlossen. | Gera     | Lage |

### Lagerungsverhältnisse/Tektonik
| ID     | Bild | Bezeichnung                                 | Art | Stratigraphie           | Beschreibung | Gemeinde | Lage |
| ------ | ---- | ------------------------------------------- | --- | ----------------------- | --- | -------- | ---- |
| G_1157 |      | Aufschluss an der Zwergenhöhle Gera-Milbitz | Konglomerate, z. T. karbonatisch und Kalke/Tonschiefer/Dolomite, im Bereich der Höhle Rauchwacke und Rogenstein | Staßfurt-Folge          | Der Aufschluss ist Teil eines ca. 600 m langen Abschnitts von Zechsteinaufschlüssen zwischen der Pension Zwergenschlösschen an der Untermhäuser Straße bis zur Schiefergasse und gilt als Typusprofil des Grenzbereiches Oberrotliegend/Zechstein für Gera und Umgebung. In der Nähe des Pumpenhäuschens auf der Untermhäuser Straße verläuft die sog. Märzenberg-Störung, an der die Sedimente des Rotliegend und des Zechsteins bruchtektonisch gegeneinander verschoben, d. h. im südlichen Abschnitt etwa 10–15 m gegenüber den Bereichen des nördlichen Abschnittes abgesenkt wurden. Die Störung selbst ist wegen dichtem Bewuchs nicht aufgeschlossen. Der Aufschluss an der Zwergenhöhle liegt im südlichen Abschnitt von der Märzenberg-Störung. Hier sind die Kalksteine der Staßfurt-Folge mit Rauchwacke (Zellenkalk) und Rogenstein aufgeschlossen. Die Zwergenhöhle gilt als Relikt des Kupfer-Bergbaus zwischen dem 16. und 18. Jh. Der Eingang der Höhle wurde durch bergmännische Maßnahmen gegen Verbrüche gesichert. Ca. 50 m nördlich der Höhle sind in einem schwer zugänglichen Aufschluss die Zechstein-Rauchwacken in ihrer typischen Ausbildung mit zahlreichen, bis walnussgroßen Hohlräumen (Drusen) zu erkennen, die an dieser Stelle alle mit Kalkspat auskristallisiert sind. | Gera     | Lage |
| G_1154 |      | Geologischer Aufschluss am Zoitzberg        | Tonschiefer, Grauwacke, Anthrazit                                                                               | Unterkarbon (Dinantium) | Im aufgelassenen Steinbruch steht eine unterkarbonische Grauwacken-Tonschiefer-Wechsellagerung an, die dem Abbau von Schotter und Splitt sowie von Bruchsteinen diente. Die bis über 1 m mächtigen Grauwackenbänke sind durch geringmächtige Tonschieferzwischenlagen getrennt. Die Grauwacken sind meist fein-mittelkörnig ausgebildet und enthalten als Klastenbestand helle und dunkle Kieselschiefer, Quarz, Quarzit, Tonschiefer, mafische (magnesium- und eisenhaltig) und felsische (quarz- und feldspathaltig) Magmatite, Glimmer und geringfügig Feldspat (TIMMERMANN, 1978). Die Schichtunterseiten der Grauwacken zeigen häufig Strömungsmarken. Im zentralen Teil des Steinbruches ist ein steil nach Nordwesten einfallender, ca. 30 cm mächtiger Schwarzschieferhorizont entlang einer Störungsfläche aufgeschlossen, der früher zu kleinen Kohleschurfarbeiten veranlasst hat und zahlreiche Pflanzenreste führt. Es herrscht eine SE-vergente (geneigte) Faltung vor. Die Schieferung fällt ca. 52° nach NNW ein. | Gera     | Lage |
| G_1159 |      | Kalksteinbruch Dorna                        | Dolomit |                         | Der Kalksteinbruch bei Dorna ist ein ehemaliger kesselförmiger Steinbruch am Kirchberg südöstlich von Dorna. Durch Subrosion von Gipsen im Liegenden kam es zur Bildung einer Doline im Plattendolomit. Es ist ein plattiger und intensiv geklüfteter Plattendolomit aufgeschlossen. Des Weiteren sind breite, mit Lockermaterial gefüllte Karstspalten und -schlotten vorzufinden. | Gera     | Lage |
| G_1155 |      | Zechsteinstaffelbruch am Nordhang der Lasur | Konglomerate, z. T. karbonatsich gebunden, Kalke, Dolomite                                                      | Zechstein               | Der Geotop An der Lasur im Eingangsbereich zum Gessental ist an einer etwa 30 m hohen und 200 m langen Böschung aufgeschlossen. Die anstehenden rostbraunen Konglomerate des Rotliegend bestehen aus meist schwach gerundeten Geröllen unterschiedlicher Größe. Die einzelnen Gerölle stammen aus dem Abtragungsschutt des damals umgebenden Gebirges: Tonschiefer und Quarzite des Ordoviziums; Kieselschiefer und Kalksteine des Silurs; Tonschiefer, Grauwacken, Diabase und Kalksteine des Devons, Tonschiefer und Grauwacken des Unterkarbons. Sie werden von einer bis 1,2 m mächtigen fossilführenden Kalkbank des basalen Zechsteins überlagert. Die hellgraue Kalkbank ist vielfach durch jüngere tektonische Bruchstörungen zerbrochen und um 2 bis 3 m vertikal gegeneinander versetzt (Staffelbruch). Die geologische Besonderheit des Geotops liegt darin, dass die Konglomerate des Rotliegend als Zeugen trockener wüstenartiger Klimaverhältnisse durch die Kalkbank des basalen Zechsteins (Mutterflöz) überlagert werden, deren Fossilinhalt marine Sedimentationsbedingungen anzeigt. Mit dem Mutterflöz beginnen die marinen Transgressionszyklen des Zechsteins und beenden die ariden bis semiariden terrestrischen Sedimentationsverhältnisse der Rotliegendzeit.                    | Gera     | Lage |

### Sedimentstrukturen
| ID     | Bild | Bezeichnung                       | Art | Stratigraphie | Beschreibung | Gemeinde | Lage |
| ------ | ---- | --------------------------------- | --- | ------------- | --- | -------- | ---- |
| G_1153 |      | Restwand Sandsteinbruch Großfalka | Graue bis rotbraune, feinkörnige (z. T. mittel- bis grobkörnige) Sandsteine (Bänke bis 1,5 m) in Wechsellagerung mit roten und graugrünen Tonsteinen. | Trias         | Der Steinbruch Großfalka ist über die Straße nach Kleinfalka erreichbar. Er erschließt die Calvörde-Folge des Unteren Buntsandsteins und gehört zu den bedeutendsten Aufschlüssen der Calförde-Folge in Gera und Umgebung. Im Profil setzt der allmähliche Übergang der Tonigen Sandsteinschichten des unteren Abschnitts zu den Sandigen Tonsteinschichten des oberen Teils der Calvörde-Folge ein. In die Abfolge der rotbraunen, mittel- bis grobkörnigen, untergeordnet feinkörnigen Sandsteinbänke schalten sich nach oben zunehmend rote und graugrüne Tonsteine ein, deren Mächtigkeit zunimmt, während die der Sandsteine abnimmt. Gut erkennbar sind verschiedene Sedimentstrukturen wie Schrägschichtung, Rippelmarken, Netzleisten und Wühlgänge. | Gera     | Lage |

### Glaziale und periglaziale Abtragungs- und Ablagerungsformen
| ID     | Bild | Bezeichnung                                                      | Art                                                      | Stratigraphie | Beschreibung | Gemeinde | Lage |
| ------ | ---- | ---------------------------------------------------------------- | -------------------------------------------------------- | ------------- | --- | -------- | ---- |
| G_1156 |      | Eiszeitlicher Elsterschotter am Heeresberg bei Gera-Oberröppisch | Tonschiefer und Grauwacken und Kiese/Sande/Löss/Hanglehm |               | Über steilgestellten Tonschiefern und Grauwacken des Kulm lagern mittelpleistozäne Schotter (Saale-Glazial) der Elster in einer Höhe von ca. 20 m über der heutigen Aue. Darüber ist Hanglehm des Heeresberges und Löss (10 m mächtig) aufgeschlossen. | Gera     | Lage |

### Lösungsbedingte Abtragungs- und Ablagerungsformen
| ID     | Bild | Bezeichnung                         | Art                     | Stratigraphie | Beschreibung | Gemeinde | Lage |
| ------ | ---- | ----------------------------------- | ----------------------- | ------------- | --- | -------- | ---- |
| G_1158 |      | Zechsteinfelsen bei Gera-Thieschitz | Dolomite und Kalksinter |               | Durch periodisch fließende Quellen aus dem Bereich des Hanges über dem Aufschluss werden auf dem Plattendolomit Kalksintervorhänge abgesetzt. Diese sind teilweise überrollt, stark bemoost und zum Teil verschmutzt. | Gera     | Lage |